# Carlo Rosati
Pour les articles homonymes, voir Rosati (homonymie).
Carlo Rosati (Livourne, 24 avril 1876 – Pise, 19 août 1929) est un mathématicien italien, professeur à l'université de Pise et représentant de l'école italienne de géométrie algébrique.

## Biographie
Carlo Rosati naît à Livourne, en Toscane, en 1876. Il obtient une licence de mathématiques à l'université de Pise et le diplôme de l'École normale supérieure de Pise, puis il est, pendant deux ans, assistant d'Ulisse Dini à la chaire d'analyse. Il est durant quelques années professeur dans l'enseignement secondaire. Il est assistant d'Eugenio Bertini à la chaire de géométrie projective et descriptive de l'université de Pise, de 1915 à 1923 puis, lorsque Bertini prend sa retraite, il lui succède, jusqu'à sa mort, en 1929 à l'âge de 53 ans.

## Activité scientifique
Ses travaux concernent principalement la géométrie algébrique, en particulier la théorie des hyperespaces et le calcul matriciel grâce auxquels il obtient le prix mathématique de l'Académie nationale des sciences italienne, en 1928.